# Башкалія
Башкалія (рум. Başcalia) — село в Молдові в Бессарабському районі. Утворює окрему комуну. 
Засноване етнічними болгарами. Згідно з переписом населення 2004 року, більшість населення складають молдовани.

## Відомі люди
- Василь Тарлєв — прем'єр-міністр Молдови.